# Atractosteus
Atractosteus — рід променеперих риб ряду Панцирникоподібні (Lepisosteiformes). Деякі види досягають більше трьох метрів завдовжки і вагою більше 130 кг (хоча в середньому вага становить близько 50-75 кг).

## Класифікація
Рід містить 3 сучасних види та низку викопних форм:
- A. spatula
- A. tristoechus
- A. tropicus

Викопні види
- †Atractosteus africanus (Arambourg & Joleaud, 1943) [1]
- †Atractosteus cuneatus (Cope 1884) non (Cope 1878)
- †Atractosteus emmonsi Hay 1929
- †Atractosteus falipoui (Cavin & Brito 2001)
- †Atractosteus lapidosus Hay 1919
- †Atractosteus messelensis Grande 2010
- †Atractosteus occidentalis (Leidy 1856) non Wiley 1976
- †Atractosteus simplex (Leidy 1873)